# Паола Паленсія
Паола Паленсія (ісп. Paola Palencia; нар. 16 березня 1979) — колишня мексиканська тенісистка.
Найвищу одиночну позицію світового рейтингу — 636 місце досягла 10 травня 1999, парну — 525 місце — 15 березня 1999 року.

## Фінали ITF

### Парний розряд: 1 (0–1)
| Результат | Ранг | Дата              | Турнір             | Покриття | Партнерка     | Суперниці                     | Рахунок  |
| --------- | ---- | ----------------- | ------------------ | -------- | ------------- | ----------------------------- | -------- |
| Поразка   | 1.   | 16 листопада 1998 | Лос-Мочіс, Мексика | Тверде   | Мелоді Фалько | Жофія Губачі Аліенор Трісеррі | 1–6, 2–6 |